# Copa México 1958-59
La Copa México 1958-59 fue la 43.ª edición de la Copa México, la 16.ª en la era profesional.
El torneo empezó el 15 de marzo de 1959 y concluyó el 26 de abril de ese mismo año en Ciudad de México, en el cual el Club Zacatepec logró el título por segunda vez con una victoria sobre el equipo del León FC de 1-0. En esta edición se jugaron rondas eliminatorias entre los 14 equipos.

## Sistema de competencia
Se utilizó un modelo tradicional de eliminación directa, donde el equipo con mayor número de goles en el marcador global avanzaba a la siguiente ronda.
Cada ronda se jugó a dos partidos, de visita recíproca. En caso de haya empate, se define con un tiempo extra y en caso de percistir, se llevará a cabo unos tiros desde el punto penal, que solamente lo pateará un jugador por bando.

## Primera ronda
| Local ida   | Resultado global | Local vuelta | Ida | Vuelta     |
| ----------- | ---------------- | ------------ | --- | ---------- |
| América     | 2-7              | Atlas        | 1-3 | 1-4        |
| León        | 7-5              | Necaxa       | 5-1 | 2-4        |
| Oro         | 5-5 (2-3 pen.)   | Morelia      | 5-2 | 0-3 (t.e.) |
| Zacatepec   | 4-1              | Atlante      | 2-1 | 2-0        |
| Celaya      | 5-6              | Toluca       | 3-3 | 2-3        |
| Guadalajara | 7-3              | Cuautla      | 2-1 | 5-2        |

## Ronda final
|  | Cuartos de final         | Cuartos de final         | Cuartos de final         |   |             | Semifinales      | Semifinales      | Semifinales      |  |  | Final       | Final       | Final       |
|  | 29 de marzo - 5 de abril | 29 de marzo - 5 de abril | 29 de marzo - 5 de abril |   |             | 12 - 19 de abril | 12 - 19 de abril | 12 - 19 de abril |  |  | 26 de abril | 26 de abril | 26 de abril |
|  |                          |                          |                          |   |             |                  |                  |                  |  |  |             |             |             |
|  | Irapuato                 | 1                        | 1                        |   |             |                  |                  |                  |  |  |             |             |             |
|  | Zacatepec                | 1                        | 3                        |   |             |                  |                  |                  |  |  |             |             |             |
|  | Zacatepec                | 1                        | 3                        |   | Zacatepec   | 0                | 3                |                  |  |  |             |             |             |
|  |                          |                          |                          |   | Zacatepec   | 0                | 3                |                  |  |  |             |             |             |
|  |                          | Toluca                   | 1                        | 1 |             |                  |                  |                  |  |  |             |             |             |
|  | Toluca                   | Toluca                   | 1                        | 1 | 3           | 3                |                  |                  |  |  |             |             |             |
|  | Toluca                   |                          |                          |   | 3           | 3                |                  |                  |  |  |             |             |             |
|  | Atlas                    | 1                        | 1                        |   |             |                  |                  |                  |  |  |             |             |             |
|  |                          |                          |                          |   |             |                  |                  |                  |  |  | Zacatepec   |             | 1           |
|  |                          |                          | León                     |   | 0           |                  |                  |                  |  |  |             |             |             |
|  | Guadalajara              | 6                        | 2                        |   |             |                  |                  |                  |  |  |             |             |             |
|  | Morelia                  | 1                        | 2                        |   |             |                  |                  |                  |  |  |             |             |             |
|  | Morelia                  | 1                        | 2                        |   | Guadalajara | 2                | 0                |                  |  |  |             |             |             |
|  |                          |                          |                          |   | Guadalajara | 2                | 0                |                  |  |  |             |             |             |
|  |                          | León                     | 5                        | 2 |             |                  |                  |                  |  |  |             |             |             |
|  | Zamora                   | León                     | 5                        | 2 | 2           | 2                |                  |                  |  |  |             |             |             |
|  | Zamora                   |                          |                          |   | 2           | 2                |                  |                  |  |  |             |             |             |
|  | León                     | 3                        | 4                        |   |             |                  |                  |                  |  |  |             |             |             |

### Cuartos de final
| 29 de marzo de 1959 | Toluca                                     | 3:1 | Atlas      | Estadio Héctor Barraza, Toluca de Lerdo |                           |
|                     | Sesma 38' · Vázquez 63' (pen.) · García ?' |     | Cerione 6' | Árbitro(s): Manolo Alonso               | Árbitro(s): Manolo Alonso |

| 5 de abril de 1959 | Atlas     | 1:3 (0:2) (Global 2:6) | Toluca                                  | Parque Oro, Guadalajara    |                            |
|                    | Carús 67' |                        | Chavaño 75' · Blanco 15' · Pichardo 29' | Árbitro(s): Juan Rodríguez | Árbitro(s): Juan Rodríguez |

| 29 de marzo de 1959 | Guadalajara                                                                   | 6:1 (1:0) | Morelia    | Parque Oro, Guadalajara  |                          |
|                     | Flores 30' · Díaz 50' · Hernández 63' (pen.), 87' · Reyes 68' · Gutiérrez 78' |           | Arango 75' | Árbitro(s): Ranulfo Lara | Árbitro(s): Ranulfo Lara |

| 5 de abril de 1959 | Morelia                | 2:2 (1:1) (Global 3:8) | Guadalajara               | Campo Morelia, Morelia    |                           |
|                    | Flores 32' · Uñate 63' |                        | Gutiérrez 27' · Reyes 46' | Árbitro(s): Ramiro García | Árbitro(s): Ramiro García |

| 29 de marzo de 1959 | Irapuato  | 1:1 (1:1) | Zacatepec     | Estadio Revolución, Irapuato |                          |
|                     | López 32' |           | Quintanar 38' | Árbitro(s): Tomás Moreno     | Árbitro(s): Tomás Moreno |

| 5 de abril de 1959 | Zacatepec          | 3:1 (2:1) (Global 4:2) | Irapuato  | Parque del Ingenio, Zacatepec de Hidalgo |                           |
|                    | Lara 14', 34', 85' |                        | López 30' | Árbitro(s): Carlos Degrés                | Árbitro(s): Carlos Degrés |

| 29 de marzo de 1959 | Zamora                           | 2:3 (2:2) | León                          | Estadio Moctezuma, Zamora de Hidalgo |                            |
|                     | Sebille 30' (pen.) · Novello 37' |           | Etcheverry 11', 38' · Rey 86' | Árbitro(s): Juan Rodríguez           | Árbitro(s): Juan Rodríguez |

| 5 de abril de 1959 | León                                                      | 4:1 (2:1) (Global 7:3) | Zamora      | Estadio La Martinica, León    |                               |
|                    | Rey 44' · Di Florio 45' · Martinolli 62' · Etcheverry 79' |                        | Novello 70' | Árbitro(s): Rafael Valenzuela | Árbitro(s): Rafael Valenzuela |

### Semifinales
| 12 de abril de 1959 | Zacatepec | 0:1 (0:0) | Toluca       | Parque del Ingenio, Zacatepec de Hidalgo |  |
|                     |           |           | Castañón 63' |                                          |  |

| 19 de abril de 1959 | Toluca       | 1:3 (1:3) (Global 2:3) | Zacatepec                            | Estadio Héctor Barraza, Toluca de Lerdo |                          |
|                     | Castañón 38' |                        | Quintanar 17' · Jasso 36' · Díaz 43' | Árbitro(s): Tomás Moreno                | Árbitro(s): Tomás Moreno |

| 12 de abril de 1959 | Guadalajara                | 2:5 (1:2) | León                                           | Parque Oro, Guadalajara  |                          |
|                     | Arellano 32' · Reyes 90+5' |           | Etcheverry 35', 42' · López 50', 72' · Rey 63' | Árbitro(s): Ranulfo Lara | Árbitro(s): Ranulfo Lara |

| 19 de abril de 1959 | León                            | 2:0 (0:0) (Global 7:2) | Guadalajara | Estadio La Martinica, León |                            |
|                     | Etcheverry 68' · Martinolli 83' |                        |             | Árbitro(s): Juan Rodríguez | Árbitro(s): Juan Rodríguez |

### Final
| 26 de abril de 1959 | Zacatepec    | 1:0 (0:0) | León | Estadio de la Ciudad de los Deportes, Ciudad de México |                           |
|                     | Cárdenas 64' |           |      | Árbitro(s): Ramiro García                              | Árbitro(s): Ramiro García |

|                              |
| Campeón Zacatepec 2.o título |

## Goleadores
| Jugador              | Club        | Goles |
| -------------------- | ----------- | ----- |
| Alberto Etcheverry   | León        | 11    |
| Carlos Carús         | Toluca      | 6     |
| Héctor Hernández     | Guadalajara | 5     |
| Carlos Lara          | Zacatepec   | 4     |
| Crescencio Gutiérrez | Guadalajara | 4     |
| Florentino Quintanar | Zacatepec   | 4     |